# Oprișor
Oprișor est une commune roumaine du județ de Mehedinți, dans la région historique de l'Olténie et dans la région de développement du Sud-Ouest.

## Géographie
La commune d'Oprișor est située dans le sud-est du județ, à la limite avec le județ de Dolj, dans la plaine d'Olténie (Câmpia Oltenie), à 61 km au sud-est de Drobeta Turnu-Severin, la préfecture du județ.
Elle est composée des deux villages suivants (population en 1992) :
- Oprișor (2 524), siège de la municipalité.
- Prisăceaua (598).

## Histoire
La commune a fait partie du royaume de Roumanie dès sa création en 1878.

## Religions
En 2002, 98,75 % de la population étaient de religion orthodoxe.

## Démographie
En 2002, les Roumains représentaient la totalité de la population. La commune comptait 1 350 ménages.
| 2002  | 2007  |
| ----- | ----- |
| 3 122 | 2 769 |

## Économie
L'économie de la commune repose sur l'agriculture (céréales, vigne, cultures maraîchères).